# 韓昌勳
韓 昌勲（Han Chang Hoon、ハン・チャンフン、1963年 - ）は韓国の小説家。全羅南道麗水市出身。

## 略歴
1963年、全羅南道麗水市に生まれる。1992年『大田日報』新春文芸に短編『닻(アンカー)』が当選し、本格的な作品活動をスタートした。
韓の小説のほとんどは、農漁村や小都市に暮らす貧しい人々の暮らしを事実的に描いており、説得力のある構成と繊細な文体を基に、土着的な生活の真実を諧謔的に形象化している。韓の小説に登場する船に関する仕事、日雇い、DJなどは若い頃、韓の経験に基づいているものである。小説の主人公たちは放浪の末、苦しい現実を熾烈に生きる民衆と直面し、自分たちの生きるべき方向性を確認する。散文小説や子供向けの童話集も発表した。

## 年譜
- 1963年、全羅南道 麗水市に生まれる[3]。
- 1998年、第3回ハンギョレ文学賞受賞。
- 2007年、第3回スミレ庶民小説賞受賞。
- 2009年、第4回許筠文学作家賞、第26回楽山文学賞。

## 代表作品
- 1996年、바다가 아름다운 이유(海が美しい理由) [3]
- 1998年、가던 새 본다(飛ぶ鳥を見る)
- 1999年、바다도 가끔은 섬의 그림자를 들여다 본다(海も時々島の影を見つめる)
- 2001年、세상의 끝으로 간 사람(世界の果てに行った人)
- 2003年、섬 나는 세상 끝을 산다(島、私は世界の果てを生きる) 、열여섯의 섬(一六の島)
- 2005年、청춘가를 불러요(青春歌を歌おう)、검은 섬의 전설(黒い島の伝説)
- 2009年、나는 여기가 좋다(私はここが好き)
- 2010年、인생이 허기질 때 바다로 가라(人生がひもじいときには海に行け)
- 2011年、꽃의 나라(花の国)
- 2013年、그 남자의 연애사(あの男の恋愛史)